# Cerkiew Colțea
Cerkiew Colțea, wł. cerkiew Trzech Świętych Hierarchów – prawosławna cerkiew w Bukareszcie, w jurysdykcji archieparchii Bukaresztu Rumuńskiego Kościoła Prawosławnego.

## Historia
Cerkiew Colțea była pierwotnie częścią kompleksu monasterskiego, w skład którego wchodziły cerkiew Trzech Świętych Hierarchów, trzy mniejsze świątynie (św. Paraskiewy, Wszystkich Świętych i Świętych Kosmy i Damiana), budynek mieszkalny, wieża oraz prowadzone przez mnichów szpital i szkoła. Cały kompleks ufundował w latach Michał Cantacuzino w latach 1701–1702 lub nieco wcześniej, w ostatniej dekadzie XVII w. Poświęcenie gotowych obiektów miało miejsce 18 października 1702. Cerkiew klasztorna została wzniesiona na miejscu starszej drewnianej świątyni św. Paraskiewy z 1641.
W 1739 obiekt został przebudowany, przekształcono również wystrój jego wnętrz. Również w XVIII w. wzniesiona została wieża-dzwonnica z zegarem prowadząca na teren monasteru. Reprezentowała ona styl barokowy. Wieża ta była trzykrotnie uszkadzana podczas trzęsienia ziemi w 1802, 1829 i 1838, zaś w 1888 została ostatecznie zniszczona podczas rozszerzania ulicy (obecnie bulwar Iona Brătianu). Trzęsienie ziemi z 1838 zniszczyło również cerkiew, która w 1841 została odnowiona przez Conrada Schwinka, według projektu Faisera. W 1871 Gheorghe Tattarescu wykonał nowe freski we wnętrzu obiektu. Kolejne straty cerkiew poniosła podczas bombardowania w 1944; została odnowiona pięć lat później.
W 1986 władze komunistyczne zgodziły się na kolejny remont obiektu, po czym nakazały zamknięcie cerkwi pod pretekstem niemożności pogodzenia uroczystości liturgicznych z pracami konserwatorskimi. Następnie jednak przerwano również remont. Cerkiew została spontanicznie otwarta 22 grudnia 1989, podczas rewolucji w Rumunii, dzień po stłumieniu antyrządowych protestów w Bukareszcie.
Kolejne prace konserwatorskie w świątyni miały miejsce w ostatniej dekadzie XX w.
Cerkiew została wzniesiona w stylu brynkowiańskim, łączącym elementy pochodzenia bizantyjskiego i rumuńskiego, jak również wpływy włoskiego renesansu (sztuką włoską interesował się Michał Cantacuzino). Na wyposażeniu obiektu pozostają ikony z XVIII i XIX w.